# Рекоаро Терме (Виченца)
Рекоаро Терме (итал. Recoaro Terme) је насеље у Италији у округу Виченца, региону Венето.
Према процени из 2011. у насељу је живело 3259 становника. Насеље се налази на надморској висини од 456 м.

## Становништво
Према резултатима пописа становништва 2011. у општини је живело 6.764 становника.
| 1931. | 1936. | 1951. | 1961. | 1971. | 1981. | 1991. | 2001. | 2011. |
| ----- | ----- | ----- | ----- | ----- | ----- | ----- | ----- | ----- |
| 7.393 | 7.505 | 8.563 | 8.584 | 8.359 | 7.827 | 7.466 | 7.266 | 6.764 |

## Партнерски градови
- Нојштат на Дунаву